# Národní strana svobodomyslná

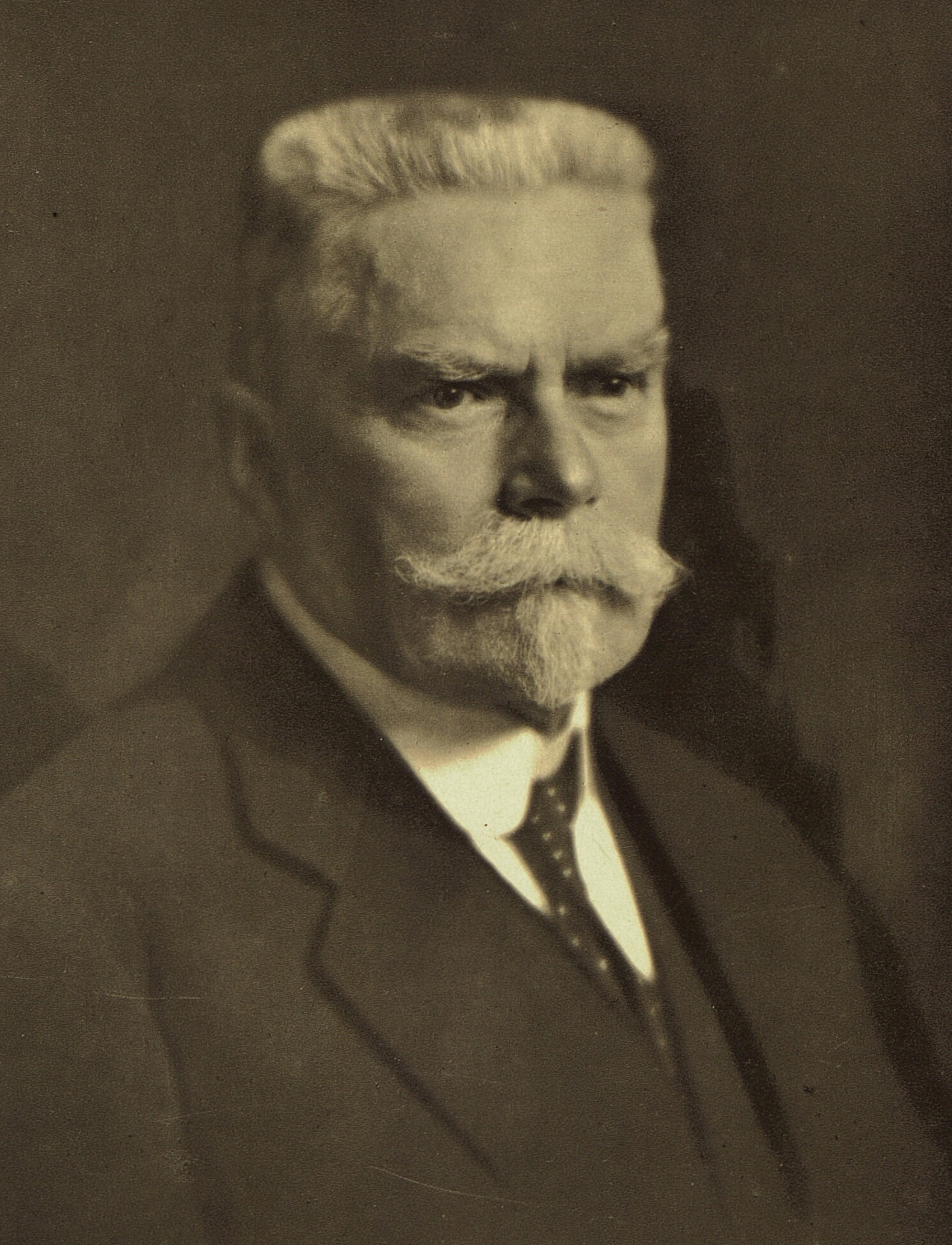
Karel Kramář, nejvýznačnější osobnost strany

Národní strana svobodomyslná, jejíž členové byli známí jako mladočeši, byla českou politickou stranou působící v Rakousku-Uhersku, respektive Předlitavsku. Byla historicky druhou významnou českou politickou stranou. Hlásala zároveň český národní a zároveň liberální program. Na přelomu 19. a 20. století získala dočasně dominantní postavení v rámci českého politického spektra. Roku 1918 se stala nejsilnější složkou České státoprávní demokracie.

## Historie strany
Uvnitř původně jednotné české Národní strany se již kolem roku 1863 vytvořily dvě hlavní skupiny, zatím v podobě volných myšlenkových proudů, nikoliv dvou samostatných politických stran: „staročeši“ a „mladočeši“. Ohniskem jejich sporu byl na počátku 70. let názor na pasivní resistenci praktikovanou staročechy. Roku 1874 dorazilo sedm poslanců Národní strany na Říšskou radu do Vídně, čímž odmítli pasivní rezistenci. Ještě téhož roku 27. prosince se oficiálně ustavila Národní strana svobodomyslná, jejímž prvním předsedou se stává Karel Sladkovský.
Strana se hlásila k odkazu Karla Havlíčka Borovského, požadovala univerzální volební právo pro všechny muže, prosazovala svobodu jednotlivce. Snažila se o snížení vlivu římskokatolické církve a vymezovala se proti politicky zastoupené české historické šlechtě (tzv. Strana konzervativního velkostatku). Za mladočechy se na Český zemský sněm dostal i dr. Miroslav Tyrš.
Po volbách do Říšské rady roku 1879 se mladočeši, staročeši i česká konzervativní šlechta spojili a vstoupili na Říšskou radu, kde utvořili Český klub, jenž byl vlivnou oporou vlády Eduarda Taaffeho. V druhé polovině 80. let ale začaly ožívat rozpory mezi mladočechy a staročechy. Mladočeská strana se stavěla kriticky k podle ní nedostatečným výsledkům české účasti na vládě.
Ve volbách do českého sněmu v roce 1889 mladočeši překvapivě uspěli a získali 37 mandátů. Ještě lepšího výsledku dosáhli ve volbách do Říšské rady roku 1891, kdy drtivě zvítězili v etnicky českých obvodech a ukončili tak epochu dominance staročeské strany. K vyvrcholení mladočeského hnutí došlo roku 1892, kdy byl vydán Manifest mladočeské strany. V tomto období se také vytvořila moravská obdoba Národní strany svobodomyslné – Lidová strana na Moravě. Ta byla prohlášena za zemskou organizaci mladočechů.
Pravděpodobně pro nesouhlas císaře se neúčastnili jednání (1890), ze kterých vzešly tzv. punktace. Ty měly upravovat používání češtiny a němčiny v Čechách. Mladočeši tuto dohodu odmítali a prakticky tím znemožňovali její plnění.
V květnu 1891, po volbách do Říšské rady roku 1891, měl mladočeský klub na Říšské radě 35 členů. V prosinci 1893 se uvádí, že klub má 38 členů. Významného úspěchu dosáhli i ve volbách do českého sněmu v roce 1901.
V roce 1897 se ve straně aktivizovala vnitrostranická krize, která znamenala odchod levé radikální části strany do nové Radikálně pokrokové strany, a další menší části do nové České strany národně sociální, mezi níž byl nejvýraznější tváří budoucí vůdce národních socialistů Václav Klofáč. Novým předsedou strany se stal poslanec Karel Kramář. V roce 1899 pak ze strany odešla další část pravých radikálů, kteří vytvořili Státoprávně radikální stranu.
Mladočeši se postupně dopracovali k toleranci vlády, což vysvětlovali ústupky vídeňské vlády Čechům a obavami z případného růstu německé levice. Zpět k obstrukci přešli roku 1899 po znerovnoprávnění češtiny. Roku 1900 přešli k důsledné obstrukci. Na Říšské radě zastupoval mladočechy mj. Vilém Kurz. Roku 1906 opět vstoupili do vlády (vláda Konráda Hohenloheho). Ve volbách do Říšské rady roku 1907, konaných poprvé podle všeobecného a rovného hlasovacího práva pro muže, kandidovali do Říšské rady společně se staročechy a umístili se na druhém místě za Českoslovanskou stranou agrární. Předstiženi agrárníky byli i ve volbách do českého sněmu v roce 1908. V letech 1911–1914 tvořila strana volnou koalici s Českou stranou národně sociální.
Po vypuknutí 1. světové války nastaly pro mladočechy zlé časy. Karel Kramář, Alois Rašín a další byli zatčeni a odsouzeni k smrti (později byli omilostněni). 9. února 1918 se Národní strana svobodomyslná sloučila s Českou stranou státoprávně pokrokovou a velkou částí České strany pokrokové. Nová strana dostala název Česká státoprávní demokracie. V květnu se k ní připojila i Lidová strana pokroková na Moravě a v říjnu Národní strana (staročeši). Po vyhlášení nezávislosti Československa se tato široká strana konstituovala ve stranu Československá národní demokracie.

## Volební výsledky

### Říšská rada
| Volby | Hlasy   | Hlasy | Mandáty | Mandáty | Pozice |
| Volby | Abs.    | %     | Abs.    | ±       | Pozice |
| ----- | ------- | ----- | ------- | ------- | ------ |
| 1879  |         |       | 6/353   | ▲6      |        |
| 1885  |         |       | 11/353  | ▲5      |        |
| 1891  | 27 852  | 9.2   | 35/353  | ▲24     |        |
| 1897  | 64 546  | 6.1   | 53/425  | ▲18     | ▲1.    |
| 1901  | 60 919  | 5.7   | 50/425  | ▼3      | ▼3.    |
| 1907  | 116 524 | 2.5   | 21/516  | ▼29     | ▼7.    |
| 1911  | 56 673  | 1.3   | 14/516  | ▼7      | ▼13.   |

### Český zemský sněm
| Volby | Hlasy  | Hlasy | Mandáty | Mandáty | Pozice |
| Volby | Abs.   | %     | Abs.    | ±       | Pozice |
| ----- | ------ | ----- | ------- | ------- | ------ |
| 1874  |        |       | 7/241   | ▲7      | ▲4.    |
| 1878  |        |       | 14/241  | ▲7      | ▬4.    |
| 1883  |        |       | 12/242  | ▼2      | ▼5.    |
| 1889  |        |       | 39/242  | ▲27     | ▲3.    |
| 1895  | 31 864 | 36.5  | 90/242  | ▲51     | ▲1.    |
| 1901  | 76 480 | 31.6  | 66/242  | ▼24     | ▬1.    |
| 1908  | 44 304 | 11.1  | 38/242  | ▼28     | ▼3.    |